# Montale (gemeente)
Montale is een gemeente in de Italiaanse provincie Pistoia (regio Toscane) en telt 10.410 inwoners (31-12-2004). De oppervlakte bedraagt 32,0 km2, de bevolkingsdichtheid is 325 inwoners per km2.
De volgende frazioni maken deel uit van de gemeente: Fognano, Tobbiana, Stazione.

## Demografie
Montale telt ongeveer 3671 huishoudens. Het aantal inwoners steeg in de periode 1991-2001 met 3,4% volgens cijfers uit de tienjaarlijkse volkstellingen van ISTAT.
| Jaar | Inwoneraantal |
| ---- | ------------- |
| 1991 | 9807          |
| 2001 | 10.143        |

## Geografie
De gemeente ligt op ongeveer 85 m boven zeeniveau.
Montale grenst aan de volgende gemeenten: Agliana, Cantagallo (PO), Montemurlo (PO), Pistoia.

## Partnerstad
- Senlis (Frankrijk), sinds 2003